# محطة قطار أم البواقي

محطة أم البواقي هي محطة قطار جزائرية تقع بإقليم بلدية أم البواقي بولاية أم البواقي. تُعدّ جزءًا من شبكة الخطوط الإقليمية التي تديرها الشركة الوطنية للنقل بالسكك الحديدية في الجزائر.

## موقعها في الشبكة الحديدية
تقع محطة القطار جنوب مدينة أم البواقي على الخط الحديدي الممتد من عين مليلة إلى العوينات . تسبقها محطة قطار عين فكرون وتتبعها محطة قطار عين البيضاء .

## خدمة الركاب
تخدم محطة قطار أم البواقي قطارات المسافات الطويلة على خط سكة حديد الجزائر إلى تبسة .

### روابط خارجية
- "ش.و.ن.س.ح". الشركة الوطنية للنقل بالسكك الحديدية. مؤرشف من الأصل في 2025-05-05.